# Chaunostoma
Chaunostoma là một chi thực vật có hoa trong họ Hoa môi (Lamiaceae).

## Loài
Chi Chaunostoma gồm các loài: